# Государственная поддержка терроризма
Госуда́рственная подде́ржка террори́зма — государственная поддержка негосударственных вооруженных организаций, занимающихся терроризмом.
Из-за различных определений терроризма, в тех или иных государствах и странах, перечень конкретных примеров является предметом политических споров.

## Определение
Одним из возможных определений служит Список государственных спонсоров терроризма Государственного департамента США. Состав списка определяется тремя законами США: Законом об экспортном управлении 1979 года, Законом о контроле за экспортом оружия и Законом об иностранной помощи. В соответствии с этими законами, существует четыре типа санкций, налагаемых на страны, включенными в список: ограничения на иностранную помощь США, запрет на экспорт и продажу оборонной продукции, определённый контроль над экспортом предметов двойного назначения и различные финансовые и другие ограничения. На 2023 год в списке четыре страны: Северная Корея, Иран, Куба, Сирия.

## Виды поддержки

### Идеологическая поддержка
Идеологической поддержкой терроризма называется тактика, при которой террористическая организация используется для распространения идеологии государства. Примеры стран, которые использовали эту тактику, включают Советский Союз и Иран. Террористические организации, основанные этими двумя странами, способствовали распространению идеологии коммунизма и исламского фундаментализма в разных странах. К таким организациям относят Хезболлу и Палестинский исламский джихад. В частности, «Палестинский исламский джихад» заручился поддержкой Ирана, приняв его идеологию в обмен на материальную помощь. Подобные организации получают идеологическую поддержку со стороны государства-спонсора в различных формах: политической, религиозной или идеологической.